# Christopher Schmid
Christopher Schmid exvocalista de la banda alemana Lacrimas Profundere.
Nació el 11 de abril de 1976, su carrera con Lacrimas Profundere inicio desde 1993 siendo el vocalista de la banda por muchos años hasta el 2007.
También es el hermano del Guitarrista fundador Oliver Nikolas Schmid siendo los líderes de la banda.

## Triste salida en 2007
El 4 de abril de 2007 Christopher sale de Lacrimas Profundere, una mala situación para la banda y para todos los fanes de Lacrimas Profundere.
El barítono Christopher Schmid, dejaba a la banda sin su armoniosa, vigorosa voz y carisma. Las razones fueron como él dijo "por el estrés de las giras, conciertos y las turbulencias normales del negocio de la música", pero dando a los fanes un pequeño suspiro y esperanza con participaciones mínimas en futuros discos.

## Sin Christopher Schmid
A mediados de 2007 se hicieron convocatorias dando frutos para la banda, donde Peter Kafka queda de vocalista solo durante la gira presente, donde futuramente tocaría el Bajo. Y finalmente queda Rob Vitacca con una impresionante voz muy parecida a la de Christopher dando un respiro total a la banda y empezar el trabajo para un futuro disco ("Songs For The Last View").

## Curiosidades
- Es el único de los miembros de Lacrimas Profundere que cambia de estilo durante todos los años con la banda.
- Dejó de cantar con voz gutural desde el 2002 ya que cambio de estilo la banda.
- Hace participación en el disco "Songs For The Last View" como segunda voz durante la grabación del disco.